# Santiago (Baja California Sur)
Santiago es una pequeña comunidad perteneciente al Municipio de Los Cabos, en el estado mexicano de Baja California Sur. Se encuentra a un costado de la Carretera Federal 1 de México, a 135 km al sur de La Paz y alrededor de 45 kilómetros al norte de San José del Cabo. Al igual que Todos Santos esta casi directamente en el Trópico de Cáncer, solo por encima el mismo. Se ubica en las coordenadas 23°28.747′N 109°42.748′O / 23.479117, -109.712467 a una altitud aproximada de 132 metros sobre el nivel del mar.

## Historia
Los grupos humanos que asentaron a los que hoy es la zona de Santiago fue el grupo nómada Pericú, que además de la zona donde se encuentra la población abarcaban parte del municipio de Los Cabos y las islas San José y Espíritu Santo. Este grupo se dedicaba a la cacería y la recolección de semillas y frutos. En la Sierra de La Laguna se encuentran petroglifos donde muestran, entre otros objetos que dejaron los pericues a lo largo de los siglos, donde muestran pruebas más contundentes que habitaron la zona. Este grupo seminómada se desplazaba desde la Sierra de La Laguna hasta el golfo de California, como testimonio de ello se han encontrado numerosos "concheros" en las playas y costas, también fueron excelentes nadadores y buscadores de perlas. posteriormente regresaban a la sierra en temporada de lluvias y frutas.

### Colonización Jesuita ySigloXIX
Después de varios intentos de colonización de la península, (entre ellos el de Hernán Córtes), no se volvió a promover por parte de la corona. Pero los padres jesuitas Eusebio Kino y Juan María de Salvatierra, decidieron obtener un último apoyo de colonización. Dicha empresa realiza muchas misiones entre ellas la de Santiago de Los Coras o Santiago de Las Palmas. De acuerdo a la narración del misionero Jesuita Ignacio María Nápoli, la misión fue fundada el 24 de agosto de 1721 en la zona conocida como Ensenada de Palmas (actual lugar denominado La Capilla), en el año de 1724, después de al menos dos cambios tierra adentro, se estableció en el lugar que los nativos llamaban Aiñiní, se supone que el recorrido se dio arroyo arriba ya que hace unos años cerca del Rancho La Misión se encontró una campana de oro que databa del año 1729. La vida en la inestable misión fue pacífica y el proceso de cristianización, en el año de 1734, el gobernador nativo de la zona Botón y otro llamado Chicori formaron emboscadas para asesinar uno por uno a los soldados españoles y organizaron la muerte del padre jesuita Lorenzo Carranco que fue asesinado por los nativos en un cerro muy cerca de la misión, en lo que hoy se asienta el poblado de Matancitas. Años después la paz en la misión se asentó, recobrando la vida cotidiana. La misión después de la expulsión de los jesuitas, fue comandada por padres franciscanos y dominicos, pero fue abandonada a finales del mismo siglo, una por haber muy pocos habitantes autóctonos, muertos a causas de enfermedades desconocidas para ellos además de las restricciones a su estilo de vida. Muchos de los soldados y mayordomos de las misiones se establecieron en la zona fundando ranchos y realizando actividades aprendidas en la vida misional como el cultivo de la caña y producción de panocha, curtido de pieles, agricultura y ganadería. A finales de la independencia, la zona fue repoblada por familias nuevas, construyendo la nueva base poblacional. A mediados del siglo, la población se duplica y se convierte en comunidad. En 1887 se convierte en municipio del distrito sur de la Baja California, condición que fue cambiada años después a la de delegación municipal. A partir de esta década la población vive un auge de la producción de derivados de caña, situándola junto a San José del Cabo y Todos Santos, como los principales productores para el mercado local y de exportación.  
En la etapa revolucionaria fue escenario de diversos sucesos en el lapso 1913-1914, cuando el general Félix Ortega Aguilar se levantó en armas en la ciudad de La Paz y tomó como campamento base la sierra aledaña a Santiago. Para 1941 con la llegada del gobernador Francisco J Mugica, Santiago sufre un proceso de transformación en materia de obra pública, tomando la infraestructura que es la base de su imagen actual. Existe actualmente una iniciativa en el congreso del estado para reconocer oficialmente la fecha de fundación de la misión para el tricentenario de la misma el próximo año 2021.

## Demografía
Según el vigésimo conteo de población del INEGI 2020, la población de la cabecera delegacional es 644 habitantes. En la delegación hay 5 subdelegaciones, ordenadas de acuerdo a su población y superficie:
- Subdelegación de El Campamento. 855 Habitantes.
- Subdelegación de Buenavista. 705 Habitantes.
- Subdelegación de El Zacatal II (Matancitas). 442 Habitantes.
- Subdelegación de Agua Caliente. 173 Habitantes.
- Subdelegación de San Dionisio. 54 Habitantes. (conteo de población del INEGI 2005)

También están otras comunidades que corresponden a la delegación:
- Las Cuevas. (67 Habitantes)
- El Chorro. (28 habitantes)
- Guamuchilar. (49 habitantes)
- La Colonia. (85 Habitantes)
- El Cantil. (27 Habitantes)
- Santa Bárbara. (100 Habitantes)
- San Jorge. (54 Habitantes)
- La Torre. (14 Habitantes)
- El Zacatal 1. (30 Habitantes)
- Panamá. (72 Habitantes)
- Rancho La Misión. (27 Habitantes) (INEGI 2005)
- Las Cabras. (13 Habitantes)
- El agua azul.(16 Habitantes)

El total de población de la delegación sería aproximadamente de 3,455 habitantes colocándola en el tercio lugar en población del municipio.

## Infraestructura

### Instituciones educativas
En la delegación existen diversas instituciones educativas que van de nivel preescolar hasta media superior, brindándole a la población educación a buen nivel sin que se tenga que salir de la comunidad a estudiar. En las subdelegaciones existen diversas escuelas primarias que le brindan educación básica a los niños de las mismas.